# ورشو (ایلینوی)
ورشو، ایلینوی (به انگلیسی: Warsaw, Illinois) یک شهر در ایالات متحده آمریکا با جمعیت ۱٬۷۹۳ نفر است که در ایلی‌نوی واقع شده‌است.

## موقعیت جغرافیایی
موقعیت جغرافیایی شهرها و مناطق اطراف به شرح زیر است: